# Cyclopeltis novoguineensis
Cyclopeltis novoguineensis är en ormbunkeart som beskrevs av Eduard Rosenstock. Cyclopeltis novoguineensis ingår i släktet Cyclopeltis och familjen Lomariopsidaceae. Inga underarter finns listade.